# Négligé Chic
 (août 2025).
Motif : Les quelques sources indiquées en bas de page ne montrent pas forcément la notoriété de cet album de Soan.
- Archive Wikiwix
- Bing
- Cairn
- DuckDuckGo
- E. Universalis
- Gallica
- Google
- G. Books
- G. News
- G. Scholar
- Persée
- Qwant
- (zh) Baidu
- (ru) Yandex
- (wd) trouver des œuvres sur Wikidata

| 1. | Préciser le motif de la pose du bandeau. | Précisez le motif de la pose du bandeau en utilisant la syntaxe suivante : {{admissibilité à vérifier\|date=août 2025\|motif=remplacez ce texte par le motif}}                    |
| 2. | Informer les utilisateurs concernés.     | Pensez à avertir le créateur de l'article, par exemple, en insérant le code ci-dessous sur sa page de discussion : {{subst:avertissement admissibilité à vérifier\|Négligé Chic}} |

Albums de Soan
Celui qui aboie
Négligé Chic est le sixième album de Soan, sorti le 14 octobre 2022.

## Liste des titres
1. Walk Alone - 4:01
2. Les Clous - 2:38
3. Hôtel Déboire - 2:48
4. Romanivresquement - 3:43
5. Les Trous Noirs - 3:04
6. Sans Faire Un Pas - 3:02
7. Nothing Around - 3:49
8. Les Epouvants Trouvailles - 2:21
9. Formol - 4:20
10. Qui Prouvera ? - 3:02